# Lista de episódios de The Strain
Esta é uma lista de episódios da telessérie The Strain.

## Episódios

### Primeira temporada
The Strain is an American horror drama television series that premiered on FX on July 13, 2014. It was created by Guillermo del Toro and Chuck Hogan, based on their novel trilogy of the same name. Carlton Cuse serves as executive producer and showrunner.
Predefinição:Aired episodes On September 27, 2016, FX renewed the series for a fourth and final season to air in summer 2017.

## Series overview
| Temporada | Temporada | Episódios | Episódios | Originalmente exibido | Originalmente exibido |
| Temporada | Temporada | Episódios | Episódios | Estreia da temporada  | Final da temporada    |
| --------- | --------- | --------- | --------- | --------------------- | --------------------- |
|           | 1         | 13        | 13        | 13 de julho de 2014   | 5 de outubro de 2014  |
|           | 2         | 13        | 13        | 12 de julho de 2015   | 4 de outubro de 2015  |
|           | 3         | 10        | 10        | 28 de agosto de 2016  | 30 de outubro de 2016 |

Guia de Episódios da Primeira Temporada
Episódio 01 – Night Zero
13/jul/2014.
Um avião aterrissa no aeroporto JFK e todos os 206 passageiros são considerados mortos, Ephraim Goodweather do Centro de Controle de Doenças é chamado e inicia-se uma investigação na qual descobrirão que um vírus espalha uma epidemia vampírica pela cidade de Nova York e que pode rapidamente espalhar-se pelo mundo todo.
Episódio 02 – The Box
20/jul/2014.
Os quatro sobreviventes em quarentena começam a apresentar sintomas incomuns. No entanto, Everett insiste que Eph deve libererá-los. É descoberta uma carga não registrada nos compartimentos de carga do avião. Enquanto isso, um amigo do passado visita Setrakian na prisão e confirma as suspeitas do velho professor.
Episódio 03 – Gone Smooth
27/jul/2014
A saúde do capitão Redfern só piora. Setrakian é libertado da prisão. Jim se encontra com Eichorst e descobre o preço que tem de pagar para a saúde de sua esposa Sylvia. Vasily descobre que a população de ratos de Nova York está se tornando mais violenta. Eph visita Arnot e descobre o que aconteceu com Emma.
Episódio 04 – It’s Not for Everyone
03/08/2014.
Enquanto seus amigos realizam uma autópsia no corpo transformado de Redfern, Jim revela seu envolvimento no desaparecimento do misterioso caixão. Gus recebe um novo trabalho e Ansel toma medidas desesperadas para proteger sua família.
Episódio 05 – Runaways
10/08/2014.
Eph se junta a Setrakian em sua missão para eliminar os passageiros do voo da Regis Airlines e todos os infectados. Nora vai ver sua mãe e o astro Gabriel Bolivar faz suas primeiras vítimas. No passado, o jovem Setrakian chega à um campo de concentração nazista e tem seu primeiro contato com O Mestre.
Episódio 06 – Occultation
17/08/2014.
O eclipse que cobre Nova York revela a extensão da praga e os vampiros passam a atacar livremente nas ruas da cidadae. Eph é preso pelo FBI e Eichhorst dá um novo trabalho a Gus. Vasily visita seus pais e pede para que saiam da cidade
Episódio 07 – For Services Rendered
24/08/2014.
Eph e Setrakian usam Jim como isca em um plano para rastrear o Mestre. Neeva retorna à casa de Joan com as crianças e é salva por um misterioso estranho, Felix está cada vez mais doente no centro de detenção. No passado, Eichhorst ordena que o jovem Abraham Setrakian faça um trabalho de carpintaria incomum.
Episódio 08 – Creatures of the Night
31/08/2014.
O grupo de Eph e Setrakian conhece Vasily em um depósito de suprimentos, Setrakian e os outros se refugiam em uma loja de conveniência para escapar de um ataque dos vampiros controlados pelo Mestre e conhecem a hacker que ajudou Eldritch em desligar a Internet. Jim é infectado e Eph e Nora tem que remover o verme antes que ele se reproduza.
Episódio 09 – Disappeared
07/09/2014.
Eph retorna a sua casa numa tentativa de encontrar Zack e descobre vestígios de luta contra os vampiros. Dutch revela a Setrakian sua participação no plano do Mestre. No passado, o jovem Setrakian escapa do campo de concentração Nazista e descobrimos como Eichhrost se tornou vampiro.
Episódio 10 – Loved Ones
14/09/2014.
Eph vai procurar Kelly e encontra sinais de luta em casa. Dutch convence Vasily a ajudá-la a retornar ao grupo Stoneheart para parar o plano de Eldritch Palmer e restaurar a Internet, apenas para serem capturados por Fitzwilliam.
Episódio 11 – The Third Rail
21/09/2014.
Eph, Vasiliy, Abraham e Nora procuraram pelo Mestre nos túneis do metrô abaixo do World Trade Center numa tentativa desesperada de matá-lo. Zack é deixado para trás na loja de penhores para vigiar Mariela. Gus volta para casa e descobre o destino de sua família.
Episódio 12 – Last Rites
28/09/2014.
Dutch retorna com um plano para Eph transmitir um alerta sobre os vampiros. Eichhrost e Gabriel Bolivar lideram um ataque a casa de penhores. Eldritch Palmer aguarda o Mestre para receber seu pagamento. No passado, Setrakian acredita ter encurralado o Mestre e descobre que caiu em uma armadilha.
Episódio 13 – The Master
05/10/2014.
Setrakian e sua equipe de caçadores invadem o covil do Mestre e travam uma luta épica que pode por fim ao legado do vampiro. Gus tem a identidade de seus sequestradores revelada e recebe uma inesperada oferta de emprego.